# Красноустка
Красноу́стка (лат. Calóstoma) — род грибов-гастеромицетов семейства ложнодождевиковых. Отличаются округлыми плодовыми телами оранжевого или красного цвета, двухслойным перидием и наличием ножки. В роде 24 видов, распространённых в Северной и Центральной Америке, Центральной и Юго-Восточной Азии и Австралазии. На территории России встречается только красноустка киноварно-красная, которая является самым известным представителем рода.

## Название
Родовое название Calostoma происходит от греческого καλλός (kallos), красивый, и στόμα (stoma), рот, уста.
Научные синонимы:
- Gyropodium E. Hitchc., 1825
- Husseia Berk., 1847
- Mitremyces Nees, 1817

Русское название красноустка связано с красной каймой, которой окружено отверстие в эндоперидии зрелых грибов.

## Описание
Плодовые тела округлые, сидячие или с ложной ножкой; у молодых грибов заключены в оболочку, состоящую из 3—4 слоёв. Самый верхний слой (вольва или экзоперидий) толстый, обычно студенистый, что препятствует высыханию зреющей глебы; со временем исчезает, обнажая ярко-окрашенный слой мезоперидия, сухой и ломкий в сухую погоду, но мягкий и эластичный во влажную. Мезоперидий также со временем исчезает, сохраняясь лишь в виде каймы вокруг апикального отверстия. Эндоперидий плотный, жёсткий, у зрелых грибов обнажён, со звёздообразным отверстием, устье которого окружено приподнятой перистомой. Внутренний слой, окружающий споровый мешок, тонкий, плёнчатый. Ложная ножка толстая, образована густо переплетёнными гифами, гигроскопическая. Глеба светлая, у молодых грибов пронизана нитевидными волоконцами капиллиция, у зрелых грибов порошковидная. Гифы с пряжками.

### Микроморфология
Базидии несут от 5 до 12 рассеянных спор. Споры округлые или эллиптические, с длинными шипами или с сетчатым орнаментом. Особенности орнаментации спор могут служить отличительным признаком при определении видовой принадлежности грибов рода Calostoma.

## Экология и распространение
Ареал видов рода Calostoma разобщён — они встречаются в лиственных лесах умеренного, субтропического и тропического поясов как Центральной и Юго-Восточной Азии и Австралазии (Гималаи, Шри-Ланка, Китай, Индонезия, Малайзия, Новая Гвинея, Австралия, Новая Зеландия), так и в Северной, Центральной (восток и юго-восток США, Мексика) и северной части Южной Америки (Колумбия). Один вид, Calostoma zanchianum, обнаружен в Бразилии. На территории Европы и Африки представители рода Calostoma неизвестны.
Длительное время были относимы к грибам-сапротрофам, пока в 2007 г. на основании изотопного, молекулярного и морфологического анализа не была установлена принадлежность типового вида Calostoma cinnabarinum к грибам, образующим эктомикоризу (в данном случае, с деревьями рода Quercus). Представители рода преимущественно связаны с деревьями из семейств Буковые (Quercus, Fagus, Castanopsis) — в Северной и Центральной Америке и Азии; и Миртовые (Eucalyptus) — в Австралии и Новой Зеландии. Сообщается также об ассоциациях с деревьями из семейств Ореховые (Carya) и Нотофаговые (Nothofagus).

## Использование
Представители рода Calostoma не относятся к съедобным грибам, хотя сообщается, что ранее плодовые тела Calostoma cinnabarinum употреблялись в пищу жителями муниципалитета Тенанго де Дориа (штат Идальго, Мексика).

## Список видов
По данным сайтов Mycobank и Index Fungorum в роде Calostoma порядка 24 видов.
| Биноминальное название                       | Год  | Распространение | Примечания                                                 |
| -------------------------------------------- | ---- | --- | ---------------------------------------------------------- |
| Calostoma aeruginosum Massee                 | 1891 | |                                                            |
| Calostoma berkeleyi Massee                   | 1888 | Малайзия, Шри-Ланка. |                                                            |
| Calostoma brookei L. Fan & B. Liu            | 1995 | Малайзия. |                                                            |
| Calostoma cinnabarinum Desv.                 | 1809 | Наиболее широко распространённый вид. Известен как в Западном (восток и юго-восток США, Мексика, Коста-Рика, Колумбия, так и в Восточном полушарии (Китай, Тайвань, Индия). Изредка встречается на юге Приморского края. | Типовой вид рода Calostoma.                                |
| Calostoma fuhreri Crichton & J.H. Willis     | 1986 | Австралия, штат Виктория. | Растёт во влажных впадинах среди песчаных дюн. Редкий вид. |
| Calostoma fuscum (Berk.) Massee              | 1888 | Южные штаты Австралии и Тасмания. |                                                            |
| Calostoma guizhouense B. Liu & S.Z. Jiang    | 1985 | Горные леса в провинции Гуйчжоу, Китай. |                                                            |
| Calostoma hunanense B. Liu & Y.B. Peng       | 1979 | Провинция Хунань, Китай. |                                                            |
| Calostoma insigne (Berk.) Massee             | 1888 | Шри-Ланка, Австралия. |                                                            |
| Calostoma japonica Henn.                     | 1902 | Япония (Нагасаки, Идзу), Китай. |                                                            |
| Calostoma jiangii B. Liu & Yin H. Liu        | 1985 | Горные леса в провинции Гуйчжоу, Китай. |                                                            |
| Calostoma luridum (Berk.) Massee             | 1888 | В районе реки Суон в Западной Австралии. |                                                            |
| Calostoma lutescens (Schw.) Burnap           | 1903 | Северная Америка. |                                                            |
| Calostoma miniata M. Zang                    | 1987 | Провинция Сычуань, Китай. |                                                            |
| Calostoma oriruber Massee                    | 1888 | Перак, полуостров Малакка. |                                                            |
| Calostoma pengii B. Liu & Yin H. Liu         | 1984 | Провинция Хунань, Китай. |                                                            |
| Calostoma ravenelii (Berk.) Massee           | 1888 | В горах Южной Каролины и в целом на востоке и юго-востоке США, в Японии, Китае. |                                                            |
| Calostoma retisporum Boedijn                 | 1938 | Борнео, Индонезия. |                                                            |
| Calostoma rodwayi Lloyd                      | 1925 | Австралия, Новая Зеландия. |                                                            |
| Calostoma singaporense L. Fan & B. Liu       | 1995 | Сингапур. |                                                            |
| Calostoma variispora B. Liu, Z.Y. Li & Du    | 1975 | Китай. |                                                            |
| Calostoma viride (Berk.) Massee              | 1988 | Сикким, Гималаи на высоте 2,100—2,700 м над уровнем моря. |                                                            |
| Calostoma yunnanense L.J. Li & B. Liu        | 1984 | Юньнань, Китай. |                                                            |
| Calostoma zanchianum (Rick) Baseia & Calonge | 2006 | Муниципалитет Сан-Жуан-ду-Полезини, Риу-Гранди-ду-Сул, Бразилия. | Изначально был определён как Myremyces zanchianus.         |

## Сходство с другими грибами
Отсутствует. Представители рода выделяются среди прочих грибов-гастеромицетов яркой окраской, включая наличие ярко-окрашенной перистомы на верхушке плодового тела, и сложной орнаментацией спор.

## Таксономия
Первое описание рода Calostoma, основанное на описании типового вида Calostoma cinnabarinum (синоним Calostoma cinnabarina), было сделано в 1809 г. французским ботаником Дево.
Длительное время род Calostoma относили к грибам-гастеромицетам порядка Тулостомовых (Tulostomatales), иногда выделяя в отдельное семейство Calostomataceae.
Однако молекулярно-филогенетический анализ, проведённый в 2000 г. на материале, полученном от видов Calostoma cinnabarinum и Calostoma ravenelli, показал, что род Calostoma относится к порядку Болетовые (Boletales), подпорядку Sclerodermatineae, предположительно обособясь от других болетовых от 115 до 52 млн лет назад.

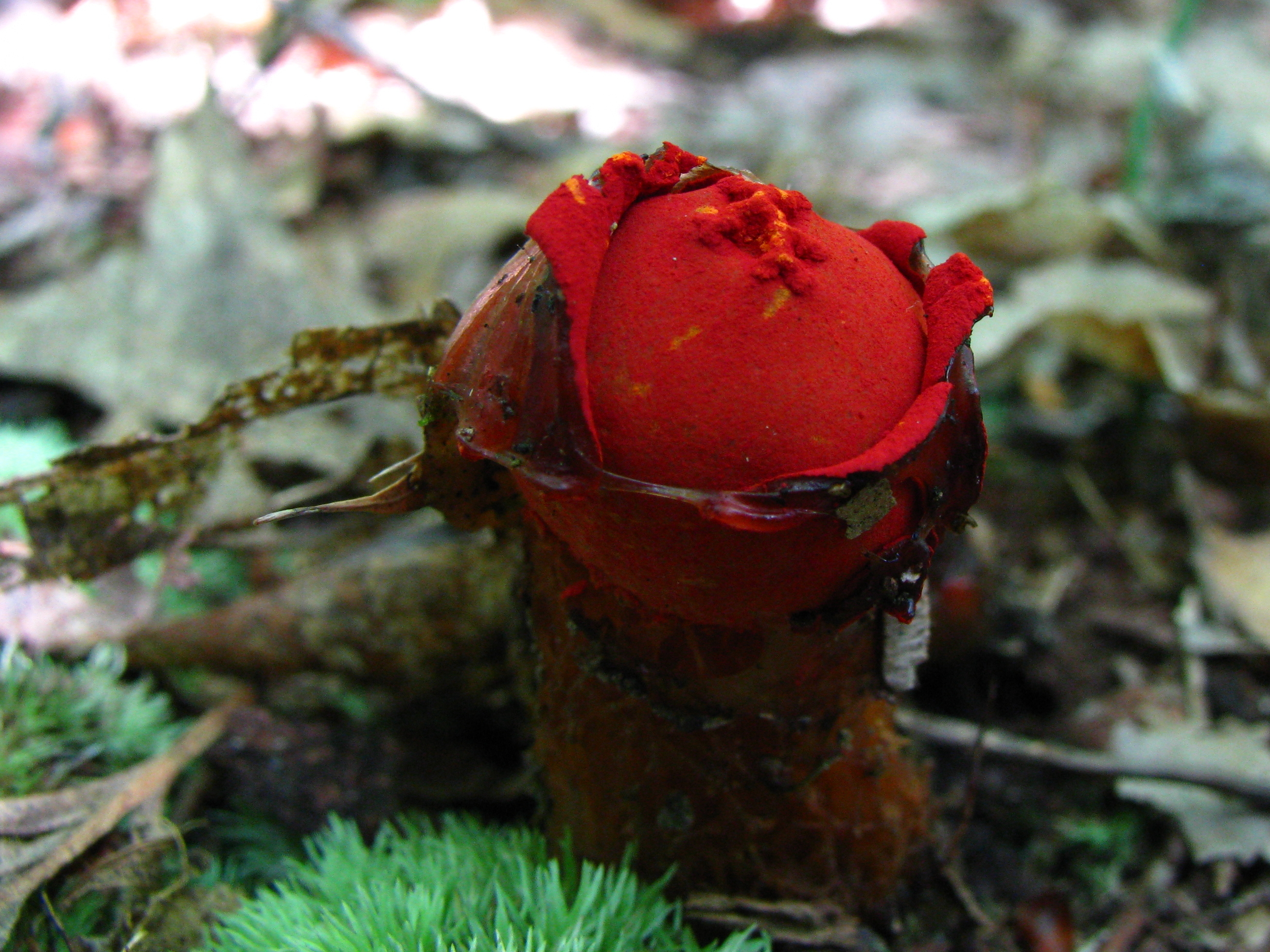
Calostoma cinnabarinum
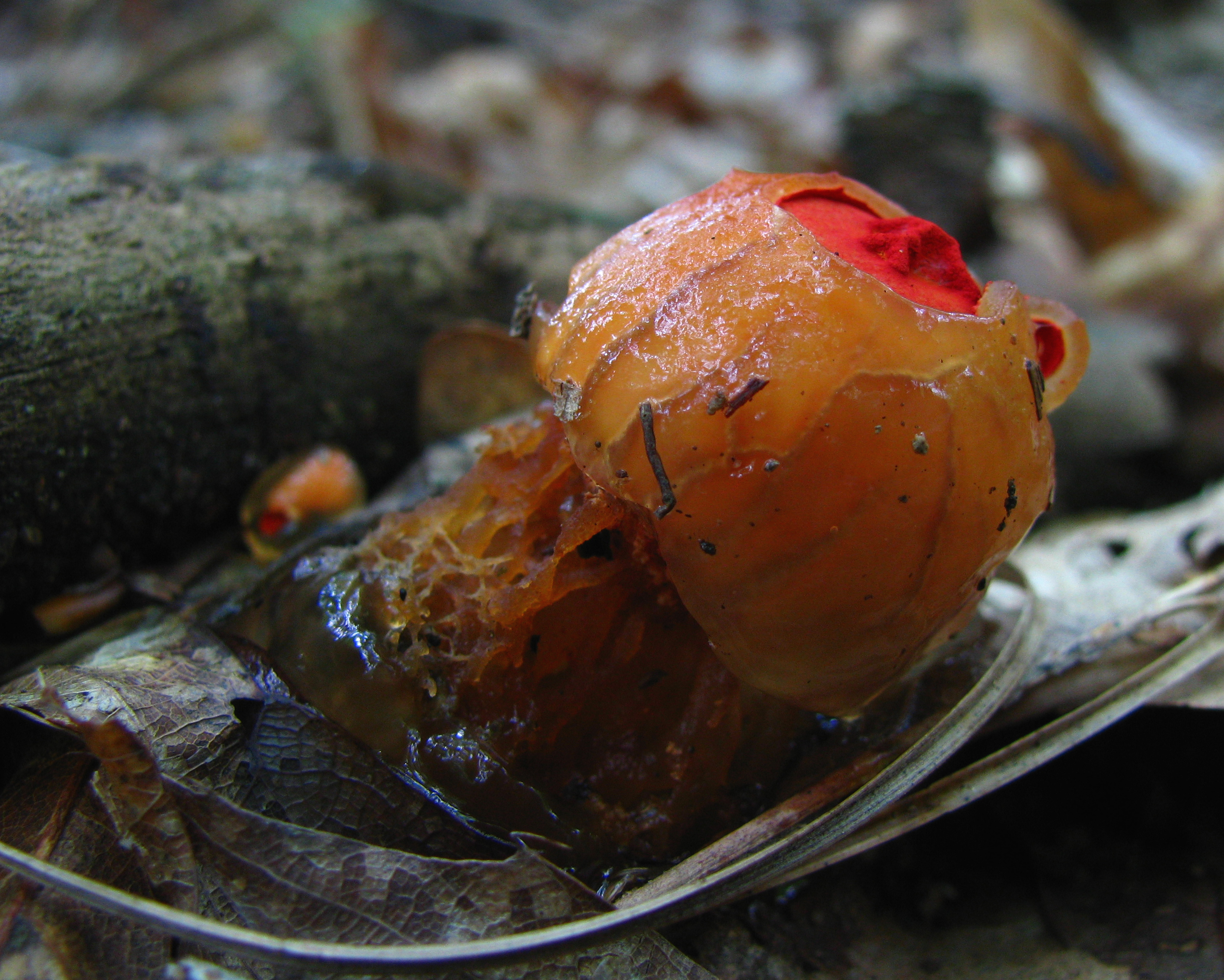
Студневидный внешний слой Calostoma cinnabarinum
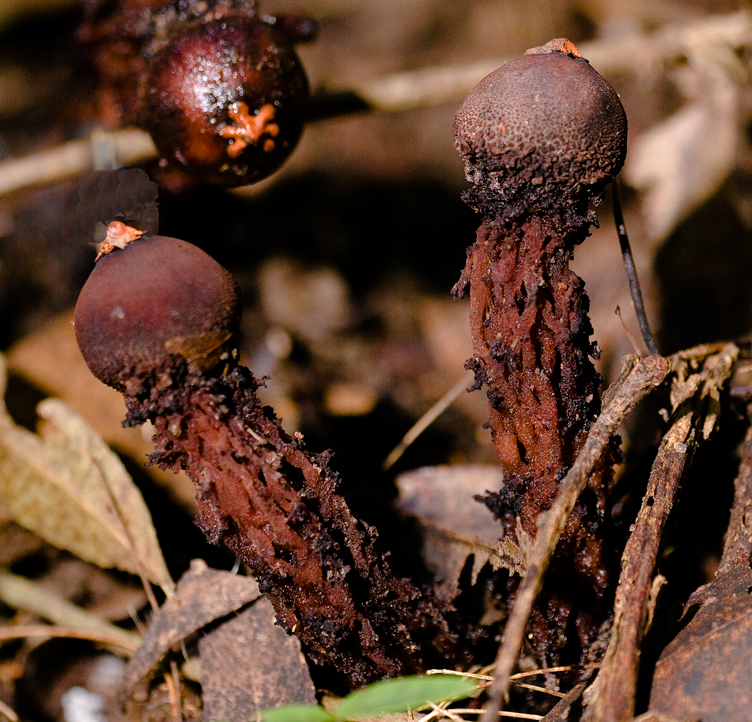
Calostoma rodwayi
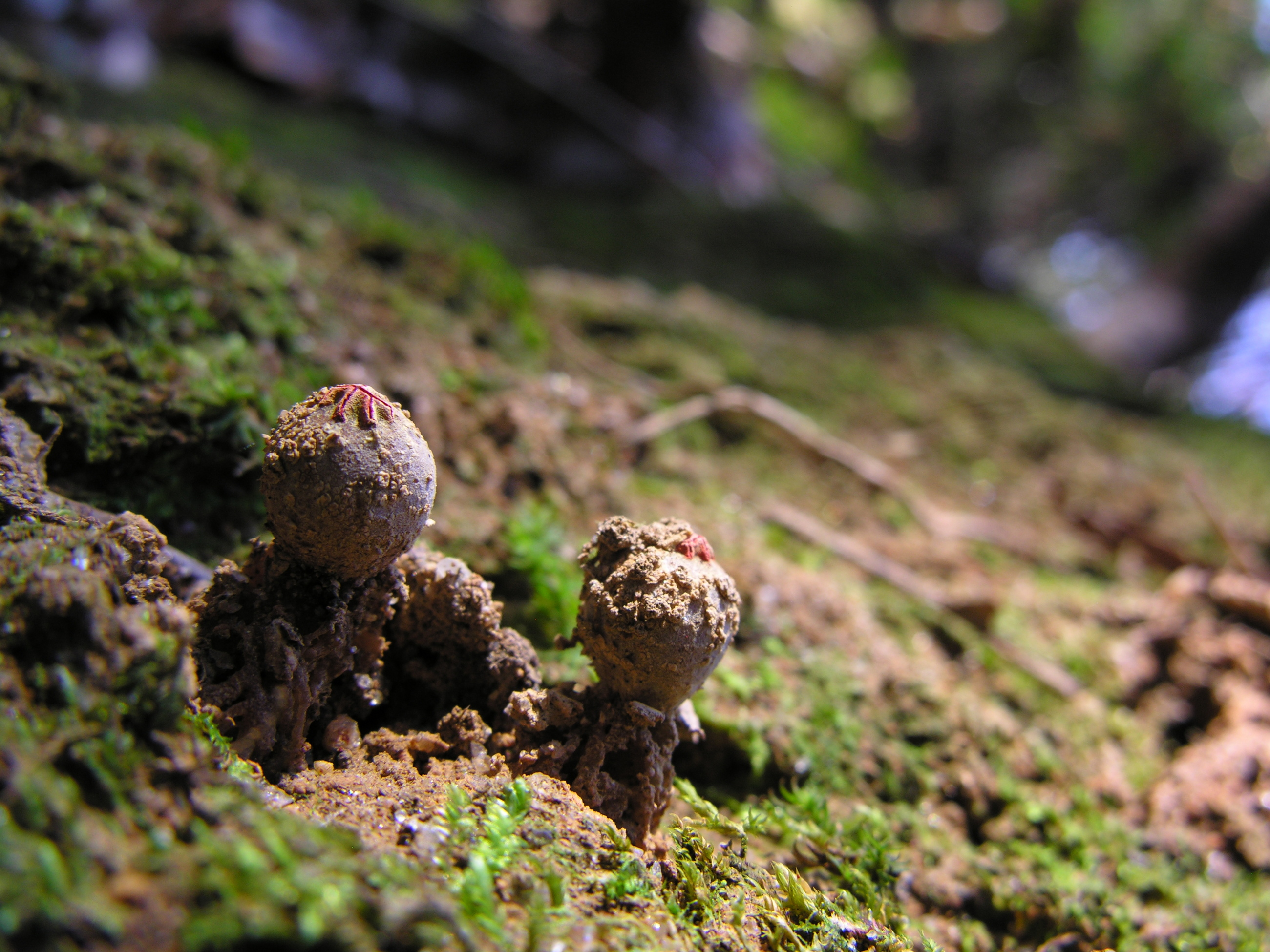
Calostoma japonica
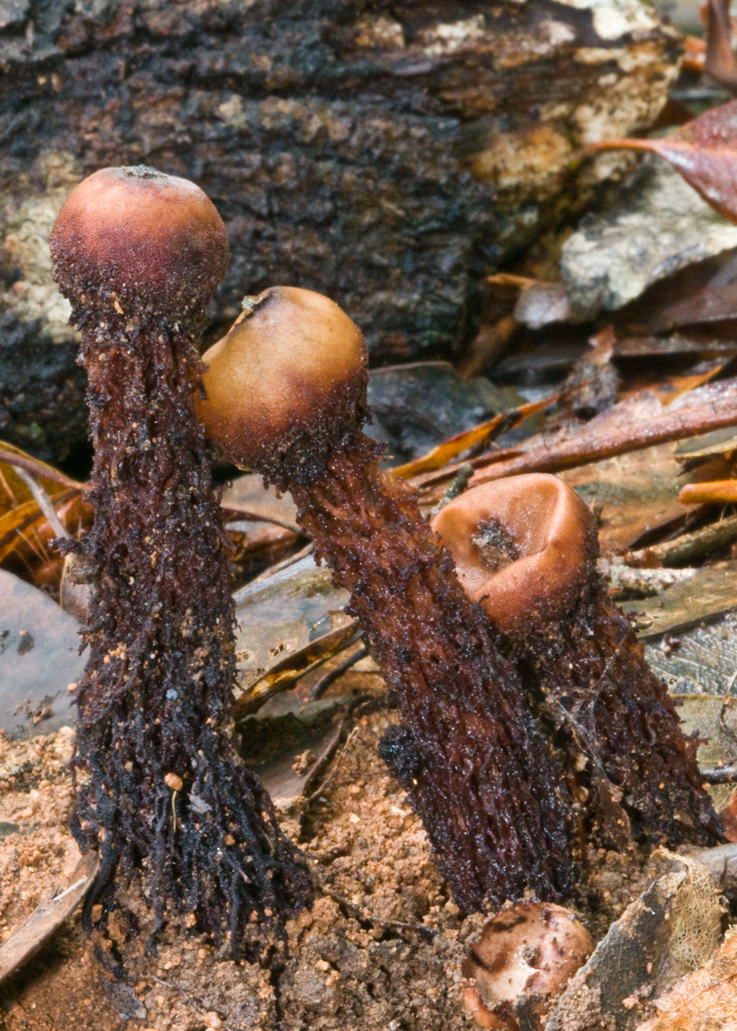
Calostoma fuscum